# القرض الأنجلو أمريكي

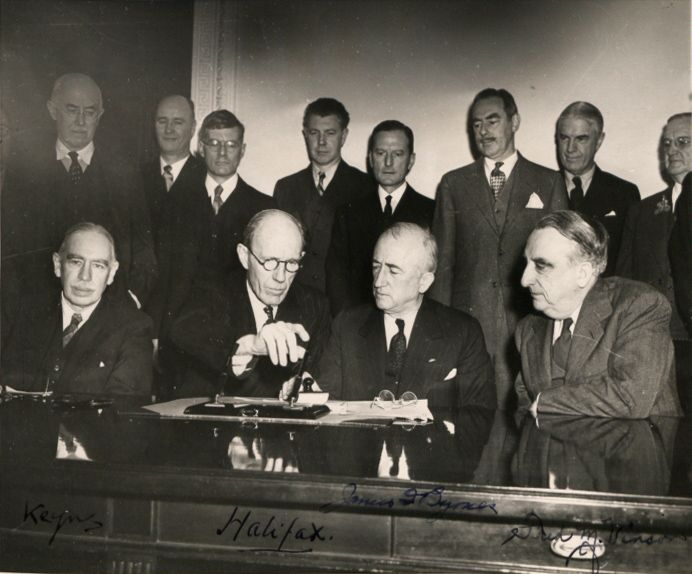
توقيع القرض. الصف السفلي من اليسار: الاقتصادي جون ماينارد كينز ، زعيم المفاوضين البريطانيين ؛ اللورد هاليفاكس السفير البريطاني لدى الولايات المتحدة. جيمس ف. بيرنز ، وزير خارجية الولايات المتحدة ؛ وفريد إم فينسون ، وزير خزانة الولايات المتحدة. وزير الخارجية الأمريكي المستقبلي دين أتشيسون يقف في المركز الثالث من اليمين في الصف الخلفي..

القرض الأنجلو أمريكية (بالإنجليزية: Anglo-American loan)‏ هي اتفاقية تقضي بإعطاء الولايات المُتحدة الأمريكية فرضاً للمملكة المُتحدة بعد الحرب العالمية الثانية، وُقعت الاتفاقية في 6 ديسمبر 1945 وحازت بريطانيا على أموال القرض في 15 يوليو 1946 ليبقى اقتصادها دون الإنهيار.
فاوض جون مينارد كينز عن الجانب البريطاني والدبلوماسي الأمريكي ويليام كلايتون. بدأت المشاكل في الظهور من قبل الوفد الأمريكي مع تردد الكثير من أعضاء الكونغرس على القرض إضافة لوجود خلافات بين وزارة الخزانة الأمريكية ووزارات الدولة الأُخرى. كانت قيمة القرض 3.75 مليار دولار بفائدة منخفضة جداً وهي 2% ولاحقاً قدمت كندا 1.19 مليار دولار أمريكي إضافياً.
تعرض الاقتصاد البريطاني لأزمة كبيرة بسبب بند فرض عليهم تحويل ديون مستعمراتهم القديمة مثل الهند من الجنيه الاسترليني إلى دولارات، ولكن بحول عام 1948 كانت خطة مارشال فد بدأت والأموال تدفقت دون ضرورة لسدادها. سًدد القرض بالكامل في العام 2006 بع تمديد مهلة التسديد لعشر سنوات.

### بلغات أجنبية
1. ↑  "What's the Context? Signing the Anglo-American Financial Agreement, 6 December 1945 - History of government". history.blog.gov.uk (بالإنجليزية). Archived from the original on 2021-07-11. Retrieved 2021-08-05.
2. ↑  Gannon، Philip (2 يناير 2014). "The special relationship and the 1945 Anglo-American Loan". Journal of Transatlantic Studies. ج. 12 ع. 1: 1–17. DOI:10.1080/14794012.2014.871426. ISSN:1479-4012. S2CID:153493379. مؤرشف من الأصل في 2021-08-08.
3. ↑  C. C. S. Newton, "The Sterling Crisis of 1947 and the British Response to the Marshall Plan," Economic History Review (1984) 37#3 pp. 391–408 in JSTOR نسخة محفوظة 2021-02-07 على موقع واي باك مشين.
4. ↑  Henry Pelling, Britain and the Marshall Plan (1988).